# 다토미정
다토미정(田富町)은 야마나시현에 있던 정이다. 2006년 2월 20일, 인접한 다마호정, 도요토미촌과 신설 합병해, 시로 승격해 주오시가 되었다.

## 지리
고후 분지 남부에 해당하는 현 중앙부, 군 남동부에 위치. 후에후키강, 가마나시강의 양대 하천과 우쓰보강, 쓰네나가강 등 지류 고가와강이 남류하는 평탄지로 두 하천은 정역 남부의 이마후쿠신덴에서 합류하여 후지강이 된다.

## 역사
- 1941년 2월 11일 - 고이카와촌, 하나와촌, 시노부촌이 합병해 다토미촌이 성립하였다.
- 1968년 4월 1일 - 다토미촌이 정으로 승격해 다토미정이 되었다.
- 2006년 2월 20일 - 다마호정, 히가시야쓰시로군 도요토미촌과 합병해 주오시가 성립하였다. 동일 다토미정은 폐지되었다.

## 교통

### 철도
- 도카이 여객철도 미노부 선

### 도로
- 신야마나시 순환도로